# Mimì Ciaramella
Mimì Ciaramella (San Marco Evangelista, 24 dicembre 1960) è un batterista italiano.
Inizia molto giovane formando il gruppo "Alpha Centauri" dove suonava principalmente cover di Carlos Santana.
Dal 1979 al 1985 suona con le più importanti Orchestre Spettacolo del Casertano, inoltre fa varie esperienze musicali accompagnando numerosi cantanti napoletani.
Dal 1986 a tutt'oggi è componente degli Avion Travel, con i quali partecipa alle tournée del gruppo e ai vari festivals e rassegne in Italia, Europa e U.S.A.
Con gli Avion Travel incide per la Sugar tutti gli album del gruppo e con all'attivo 3 Dischi d'Oro.
Vincitore del Premio Tenco.
Partecipa con gli Avion Travel nel 1998 al Festival di Sanremo con la canzone Dormi e Sogna (Premio della Critica e Miglior Arrangiamento).
Nel 2000 con gli Avion Travel vince il 50º Festival di Sanremo con la canzone Sentimento, oltre ai premi di qualità (Migliore Musica e Migliore Arrangiamento).
Partecipa al Progetto "Uomini in Frac" sia Live che su Disco insieme a musicisti di Jazz quali: Danilo Rea, Rita Marcotulli, Fabrizio Bosso, Javier Jirotto, Furio Di Castri, Mimmo Epifani, Cristiano Calcagnile, Roberto Gatto, Peppe Servillo e Fausto Mesolella.
Con il Disco "Danson Metropoli" (2007) collabora con il Maestro Paolo Conte e Gianna Nannini.
Con gli Avion Travel nel 2008 è ospite del Concerto di Pino Daniele a Napoli Piazza Plebiscito suonando il brano "Terra Mia" la registrazione sarà pubblicato sul CD/DVD Tutta N'ata Storia (Vai Mo'- Live in Napoli).
Tra un tour e l'altro con gli Avion Travel, partecipa come turnista alla registrazione dei dischi di vari artisti italiani tra i quali Mia Martini, Enzo Gragnaniello, Patty Pravo, Samuele Bersani, Gino Paoli, Eduardo De Crescenzo, Nuova Compagnia di Canto Popolare, Raiz & Fausto Mesolella, Enzo Avitabile.